# مونودراما
المونودراما فن من الفنون الدرامية وهو من اشكال المسرح التجريبي التي تطورت وأتسعت رقعتها خلال القرن العشرين  والقائمة على ممثل واحد يسرد الحدث عن طريق الحوار. يتم تعريف المونودراما على أنها «خطبة أو مشهد مطول يتحدث خلاله شخص واحد، وهو نص مسرحي أو سينمائي لممثل واحد. وهو المسؤول عن إيصال رسالة المسرحية ودلالاتها جنباً إلى جنب عناصر المسرحية الأخرى، وفي بعض الأحيان يستعمل تعبير رديف هو عرض الشخص الواحد One Man Show، أو الـ solo play عند الألمان. والمونودراما بهذا المعنى تختلف عن المونولوج Monologue كما تشرحه الموسوعة البريطانية Encyclopedia Britannica وهو» حديث مطول لشخصية مسرحية.
كذلك لها تعريف آخر وهو "أن المونودراما هي مسرحية يقوم بتمثيلها ممثل واحد يكون الوحيد الذي له حق الكلام على خشبة المسرح. فقد يستعين النص المونودرامي في بعض الأحيان بعدد من الممثلين، ولكن عليهم أن يظلوا صامتين طول العرض وإلا انتفت صفة "المونو" - كلمة يونانية الأصل mono " بمعنى واحد- عن الدراما".
أيضا فالمونولوج هو لشخص واحد لكنه يمكن أن يكون مونولوج في مسرحية بها العديد من الشخصيات، ويكون هنا بغرض مناجاة الذات وكشفها للجمهور. لابد أن يتسم الممثل بامتلاكه لأدواته سواء في إلقاء الكلمات أو الحركة المسرحية والنبرة الصوتية، كل هذه العناصر تتألف حتى تنشأ العرض المسرحي.

## نشأتها
يعتبر الكثيرون أن أصل هذا النوع يعود إلى ما قدمه الممثل والكاتب المسرحي الألماني «جوهان كريستيانابراندز» عام 1775-1780. لكنه لم يلقى رواجا كبيرا لأنه لا يعد حوارا ثنائيا، ويعود أوَّل نص مسرحي يصنف كمونودراما مكتملة الشروط الفنية إلى الفيلسوف والمفكر الفرنسي جان جاك روسو وكان ذلك عام 1760م، وهو نصه (بجماليون). ولكن أول من أطلق مسمى مونودراما على نصه (مود Maud)كان الشاعر ألفريد تينيسون Alfred Lord Tennyson في العام 1855م. لاحقاً، بدأت نصوص المونودراما تتكاثر ويرتفع لها الصوت، فكتب تشيخوف نصه الشهير (مضار التبغ) ووصفه بالمونولوج في فصل واحد، وكتب الفرنسي جان كوكتو نصه (الصوت الإنساني)، وكتب يوجين أونيل نصاً مونودرامياً بعنوان (قبل الإفطار)، بينما كتب صموئيل بيكيت (شريط كراب الأخير) والذي اعتنى بالمونودراما ووجدها أنسب الأشكال المسرحية للتعبير عن العبثية والتي تقوم على عزلة الفرد واستحالة التواصل الاجتماعي.
برز هذا الشكل المسرحي وأزدهر في العصر الحديث خاصة بعد نشوب الحرب العالمية الثانية، هذا يعود إلى ظهور المدرسة النفسية بريادة سيجموند فرويد ومن تلاه، ساهمت في ترسيخ فن المونودراما، بالتركيز على الأمراض الشخصية والعصبية والنفسية للإنسان، وبالتالي انعكس هذا على خشبة المسرح، حيث يأخذ الفنان المسرحي مادته من الحياة ليضعها في نهاية الأمر بأمراضها وانفصامها ووحدانيتها على خشبة خالية تبحث عن مخلص، أو من يستمع إليها.

## إرهاصات
المونودراما كفن ارتبط بإرهاصات المسرح الأولى عند اليونانيين، فمنذ نشأته، أعتمد المسرح، وبعد أن كان لا يعدو كونه طقوساً تعبدية، على الممثل، الذي انتقل مع المسرح اليوناني القديم من مرحلة السرد إلى مرحلة التمثيل مع أول ممثل في التاريخ ثيسبيس Thespis، والذي أخذ من اسمه المصطلح الأنجليزي Thespian ويعني مسرحي أو ممثل.
و بعد الحرب العالمية الثانية تم تأسيس ما يسمى بكلية الباتافيزيقية التي أصبحت فيما بعد أكثر الحركات الفكرية في العالم الغربي إغراقًا في الغرابة وبعدًا عن المألوف ومغرقة في العبثية وكان من بين الأعضاء المؤسسين «القصاص ريمو كوينو والشاعر جاك بريفير والرسام جان دوبوفيه والفنان بوريس فيان ورينيه كلير والكاتب المسرحي يوجين يونسكو». واعترف هؤلاء المؤسسين بأن هذا العلم يصعب تعريفه، وقال أحد أعضاء الكلية وهو «روجر شاتوك» قال أن «من التناقض تعريف الباتافيزيقية من خلال أي شئ سوى الباتافيزيقية نفسها. الباتافيزيقية لا تعرف إلا نفسها.» كانت الباتافيزيقية هي أقصى رد ضد العلوم الطبيعية والفيزيائية، محطمين بهذا دكتاتورية العلوم. تفترض الباتافيزيقية أن كل ظاهرة لها قانون خاص إى قائمة بذاتها وبهذا فهي علم خاص، علم القوانين التي تحكم الاستثناء لا القاعدة. وتمثل مرحلة قصوى من مراحل الفوضى الفلسفية. لكن رغم كونها فوضى إلا إنها لا تسعى للدمار بل هي تدعو للتسامح وتعطي كُل منا الحق في تصرفه، وهذا يعود لأن كل فرد ظاهرة مستقلة غير خاضعة لقانون عام.
في عرف هذه الفلسفة يتساوى كل شئ العلم والجهل، الزمان واللازمان، المنطق والعبث، فهي ترفض البحث عن الحقيقة فهي فلسفة ترفض كل القيم والموروثات. لكنها لا تدعو للانحلال.
إلى جانب مسرح العبث لصموئيل بيكيت هذا المسرحي الإيرلندي، هذا المسرح ذو الرؤية العدل والحمد لله

## مراحل تطور المونودراما
نتيجة الهزات التي تعرض لها العالم بعد الحرب العالمية الثانية والتي تمخض عنها العديد من التوجهات والمدارس الفنية سواء في المسرح أو في الفنون بشكل عام.
مع أن المونودراما لم تتبلور إلا أبان الحركة الرومانسية، التي بدأت تجتاح أوروبا منذ النصف الثاني من القرن العشرين إلا أن جذورها تعود لبدايات الدراما الأولى، كالدراما الأغريقية القديمة التي ينفرد بها البطل بحديث مطول خاص به بينما ينصت الجميع حتى يتسنى له إنهاء حواره. لكن هذه الدراما أهتمت بالخاص في إطار العام إضافة إلى ذلك وجود الجوقة المعلقة في الحوارت.
ظلت هذه الصولوهات على هذه الحالة حتى عصر النهضة في التراجيديات، التي تأثرت بحركة إحياء الكلاسيكيات والتزمت بالقواعد الجامدة التي سنها نقاد فترة عصر النهضة. في هذه المرحلة احتل الممثلون الذين كانوا نجوم العصر المسرح فترات طويلة يلقون على الجمهور جمل جوفاء تحوى المواعظ الأخلاقية التي لا تتصل بواقع المسرحية المقدمة.
هذه الفترة أمتازت بالجودة اللغوية والبلاغية على حساب الفعل الدرامي المقدم لكن تقدم بعض الكتاب ورفضوا هذه القولبة لينقلوها لخدمة الدراما في ما يعرف بالفترات الذهبية كالمسرح الأليزابيثي، من بين هؤلاء كان الكاتب وليم شكسبير الذي أستغل هذه الحوارات الخاصة لتصبح مونولوجات درامية تفصح عن خلاجات الشخصية وما تحمله من أفكار ومشاعر. موظفها لخدمه الفكرة الأساسية والقضايا التي تفجر في أعماله ومن أشهر المونولوجات في أعماله مونولوج «ماكبث»، «الليدي ماكبث» إلى جانب مونولوج «عطيل» الشهير و«هاملت» و«لير» هذه المونولوجات خدمت الدراما كما خدمت الشخصيات وعمقت من ملامحها. لكن باستثناء شيكسبير وقلة من مسرحيين هذه الفترة أستمرت الخطابات البلاغية جامدة نظرًا لسيادة التيار الكلاسيكي المحافظ خاصة بعد فشل الثورة الجمهورية في إنجلترا وعودة الملكية مرة أخرى في عام 1660.
خاصة أن هذه المونولوجات تهدف إلى استيطان الفرد لذاته وسكنه خياله وبعده عن الجماعة مما جعل المنظمات الحكومية تفطن لأنها خطر على أنظمتها لأنها تعطى مساحة كبير للفرد دون الجماعة مما يعزز سمة التجديد والنزعة الثورية.
لكن مع تصاعد التيار الرومانسي والذي نادى بالثورة على التقاليد والأنظمة الموروثة وقدس فردية المرء، في هذه اللحظة، نمت بذور المونودراما مرة أخرى من خلال المسرحية المونودرامية «بيجماليون» التي كتبها جان جاك روسو عام 1760. والتي تعد البداية الحقيقية للمونودراما كشكل أدبي درامي.
في النصف الثاني من القرن الثامن عشر أحتل هذا النوع المسرحي خشبة المسرح وروج له -في هذا الوقت- الممثل الألماني «يوهان كريستسان براندز» الذي وجد في هذا النوع مساحة للممثل ليطلق مواهبه، كذلك كثيرا ما توصف بأنها " virtuoso piece" أي أن النص يسمحُ للممثل باستعراض عضلاته التمثيلية. لكن سُرعان ما توارى هذا النوع عن خشبة المسرح أبان القرن التاسع عشر.

## أسباب انحدار المونودراما ونهوضها مرة أخرى
انطلاقا من النزعة الفردية التي كانت الهدف المرجو من المونودراما لكنها كانت أحد أسباب انهيار هذا النوع الفني، جعلت الحركة الرومانسية من الأنسان محور الكون مما أزعج دعاة الثورة الأجتماعية فاتجهوا تدريجيا للعلم الجماعي، بينما انزوى دعاة تقديس الفردية والفرد في غياب الغيبيات الرمزية المنفصلة عن الواقع المعاش.
ونشأ بديلا عنه المسرح الواقعي إلى جانب المسرح الرمزي وتراوى مسرح المونودراما بطابعه الفردي المنافي لفكر المسرح الجماعي، لكنه وجد ملازه في مجال الشعر فظهر ما يعرف بالقصائد المونولوجات الدرامية للشاعر الإنجليزى روبرت براونينغ.
لكن بنهاية القرن التاسع عشر وببداية العشرين، نمت صحوة الرومانسية من جديد على أيدى التعبيريين الألمان. فعادت المونودراما لخشبة المسرح من خلال نص مونودرامي بعنوان التبغ لأنطون تشيخوف. يدخل هذا الشكل المسرحي لخشبة المسرح الروسية على يد المخرج الروسي نيكولاي يفرينوف الذي خلف المخرج الروسي «مايرهولد» في إدارة فرقة الممثلة «فيراكوميسار جفسكايا» عام 1907، كما كتب جان كوكتو نص مونودرامي بعنوان «الصوت الإنساني» بفرنسا عام 1930.
لكن سرعان ما اصطدم ثانية بالعقبة الأولى التي أدت لتحطمه وهي المقابلة ما بين ما هو فردي وما هو جماعي في محاولة للخلاص وما بين الخلاص الفردي الذي أخذ صبغة دينية والخلاص الجماعي الذي اكتسب تدريجيا صبغة الثورة الاشتراكية.
ظلت الأمور هكذا حتى انقسم التيار الرومانسي على نفسه لتولد منه حركتان الأولى التي تتلاحم مع الجماعة وتوجه حديثها لها وهي حركة المسرح الملحمي بداية من بيسكاتور إلى بريشت، إلى جانب جماعة أخرى فضلت الفرد فكان منهم بيكيت وبشكل طبيعى انحازت المونودراما لها، وجد بيكيت أن المونودراما هي الشكل الأصلح له لصياغه رؤيته العبثية التي تترجم استحالة التواصل وعزلة الفرد لهذا كتب مونودرامات متتالية ومنها ما هو صامت إيضا لكنه يضم ممثل واحد مثل «شريط كراب الأخير، الجمرات، الأيام السعيدة، إليس كذلك يا جو؟ ومسرح بلا كلمات».

## المونودراما وخصائصها
لالنسبة لكتابة النص الدرامى يتميز نصها عن غيرها من الاشكال انها مكثفة ومطولة حتى وأن احتوت على وقفات بداخلها هذا يعود لكونها لشخص واحد، ذلك إلى جانب ملامح الأشكال الأخرى من سينوغرافيا وحركة وتنويعات صوتية، وهناك خصائص للنص في الاغلب يكون النص مأساوى وناتج عن تجربة عاشها الفرد وعبر عنها في هذا الشكل من خلال أسئلة كونية أو وجودية أو حتى في سياف الحياة المعاشة والملموسة.
الزمن في هذا النوع يتخذ شكلا آخر مغاير للشكل المسرحى التقليدى الذي يحوى حوارا / فهو ما بين الحاضر والماضى، بين ما يحكيه وما يتذكره في هذا الحكى، ليتخذ بعدا ملحميا. كذلك المكان فرغم وجود الشخصية على خشبة المسرح إلا أن هناك مستويات مكانية عدة نتيجة لتنقلها في السرد.اللغة هي لغة سرد وليس حوار لأنه نابع من شخص واحد.
أما عن الصراع فيتنامى الصراع في السرد سواء كان داخليا -بين الفرد وذاته- أم خارجى- بين الفرد وما حوله في الكون سواء أشخاص أو حتى أفكار- وفي الأغلب يكون الصراع داخلى حتى أن كان ناتج عن صراع خارجي.
النقطة المهمة إيضا هو الممثل من يقوم بالأداء ويحمل العرض ويكون الوسيط بين العرض والجمهور لهذا لابد أن يمتلك أدواته جيدا من (الكلام/ الإيماءة/ الإشارة/ حركة الجسد/ الصمت/ الانفعال الداخلي.. إلخ).

## الملامح الفنية والفكرية للمونودرما
• من أهم السمات المميزة لهذا الشكل هي الفردية والتركيز المنصب على الفرد، فبداية من تواجده وحده على خشبة المسرح مواجها الجمهور، يسرد حوارا أو حتى يؤدى أداء صامت لكنه ملزم بملأ المسرح واقناع الجمهور بما يقدم.
• الملمح الثاني هو العزلة فمن الحوار الاحادى إلى عزلة فهو وحده على خشبة تكاد تبتلعه بداخلها، فالأمر يصبح شخصى وذاتى مع هذه النفس القائمة على خشبة المسرح. فكل ما يحدث من جانب واحد لا أكثر.
• ومن عدم القدرة على الفعل لأنه قائم من جانب واحد، يجعل التركيز أما على الماضى بما يرويه من حدث وإيضا الحلم فما يريد أن يفعل.
• الصراع النفسى من أهم سمات المونودراما لأن الحدث المتصاعد يكون من خلال فرد واحد يجادل ذاته وبهذا فالصراع داخلى نفسى.
• الاهتمام بالخلاص الفردى على الخلاص الجماعى، لهذا تغرق في الذات متناسية المحيط الواقعى.
• تفتقر المونودراما للحس النقدى، فهي في الأغلب تعرض هم الفرد دون الالتفاف للمجتمع وحينما تنظر للمجتمع تراه من منظور ذاتى.

## المونودراما والمونولوج
يختلف المونولوج عن المونودراما، فالأخيرة هي حديث مطول لفرد واحد قائم عليه العمل ككل وهو محوره . أما المونولوج «المناجاة» وهو حديث من المفترض أنه داخل الشخصية، يلقيه وحدها داخل المسرحية ومع الشخصيات الأخرى.
و بهذا فأن المونودراما هي شكل مسرحى مستقل أما المونولوج فهو جزء من المسرحية.

## المونودراماوالسياسة
يعد المسرح فن جماعي يتضمن مجموعة متنوعة من الفنون الفردية التي تخلق معا تشغيل كامل هؤلاء الأشخاص أنفسهم الذين يلتقي في مكان معين (المسرح)، في وقت معين (مسرحية)، ولغرض معين (التجربة الفنية)، واتفقت فيما بينها على لعب لعبة جماعية لخلق المسرح وخبرة فنية، ولكن تعمل المونودراما بآلية مغايرة رغم وجود نفس العناصر بداخل الكواليس لكن ليس نفسها على خشبة المسرح فهناك فرد واحد فقط يطرح ما يريد على الجمهور الجالس أمامه.
تعد المونودراما أحد الوسائل التي استخدمها المخرج الألمانى «اروين بيسكاتور» -1893:1966-لتنمية المسرح السياسى الوثائقى لما تحمله من كسر للإيهام وحدود السرد المسرحى التقليدى بجانب أنها تحمل قدر من الذاتية والتوجه للجمهور  خاصة أنه كان يهدف التوجه للجمهور لتوعيته وتحريضه على النضال ضد المجتمع الرأسمالي الطبقى، والتبشير بالاشتراكية للوصول إلى مجتمع العدالة الاجتماعية، لهذا لم يكتفى برفع الشعارات السياسية للتغيير وإنما لمحرك قوى مباشر لهذا لجئ للمونودراما .، أما عن بطلة فهو الحدث الساسى أو التاريخى المطروح من خلال الممثل، فالعرض المسرحى ما هو إلا تجسيد لعلاقة الأنسان ووضعه المجتمعى . فلا يمكن أن يخلو من الآراء السياسية الموجهة.
كنموذج «مسرحية طريق الالآم» وهي مونودراما معتمدة على أحداث حقيقية والمواد الخام التي تم تجميعها من الرحلة التي خاضها ديفيد هير إلى الأراضي المحتلة وإسرائيل عام 1997 والتي يقدمها على شكل مونولوج درامى مطول يستعرض به وجهتى النظر من خلال مجموعة شخوص من الطرفين .

## اللعب بالمونولوج لصالح الدراما
يقوم المونولوج على فرد واحد لألقائه وكان في هذه المسرحية ديفيد هير نفسه، رغم الحيادية التي أتسم بها في طرح الفكرة لكنه أبرز الصراع من خلال النتويعات في النبرة الصوتية والحركة المسرحية على الخشبة إلى جانب ترتيب الشخصيات المتحدثة -من خلاله- 

## المونودراما والعبث
العبث هو اتجاه مسرحى تمخض من تيارات عديدة أنتشرت منذ أوائل القرن العشرين كالسريالية والوجودية، واللاتى تعبران عن رؤية عبثية قاتمة للوجود الأنسانى وتخلو من الجلال المأساوى الذي تتميز به التراجيديا بمفهومها التقليدى، وتم تسميته بهذا الاسم من خلال الناقد البريطانى «مارتن إسلن» في كتابه الشهير الذي يحمل نفس الاسم «مسرح العبث» ومن رواد هذا الاتجاه الكاتب المسرحى الإيرلندى «صمويل بيكيت» ويرى بيكيت أن الإنسان مخلوق بائس حرا مكبلا في نفس الوقت ، فقد خلق ليدفع ثمن خطيئة لم يرتكبها . لهذا كانت المونودراما هي الشكل الأنسب له خاصة أن أعماله مكثفة جدا فهناك مسرحيات لا يستغرق عرضها سوى خمس دقائق فقط .

## أمثلة
مسرحيته «لست أنا» 1972 لا يرى الجمهور على المسرح سوى فم يسلط عليه الضوء ويلقى مونولوج لاهث قصير، يختزل بيكيت الممثلة وجسدها بالكامل في فم يوضح به معاناة الأنسانية وفقد التواصل فيما بينها .
أما مسرحية «رجل وامرأتان» فبها ثلاث شخصيات كل منهم يجلس في إناء فخارى كبير يحويه بالكامل ويلقى كل منهم مونولوجه للتقاطع المونولوجات لتكشف حتمية انعدام التواصل بين بنى البشر. كذلك مسرحيته «شريط تسجيل كراب الأخير» بها رجل عجوز منهك وهو كراب، يجلس ولا يتحدث ولكن يتحدث في نفس اللحظة من خلال شريط مسجل بصوته، يسرد من خلالها حياته بمحطاتها، يتحدث طويلا من خلال الشريط لكنه يقاطعه في بعض الأحياء بحواره الملئ بالتردد والوقفات. وفي النهاية هو وحيد إيضا، ليدعم بيكيت فكرته عن العدمية.
كذلك قدم صموئيل بيكيت مسرحيات أذاعية بنفس الشكل المسرحى .

## عقبات تواجهها المونودراما
المونودراما فن يقدم للجمهور من خلال فرد واحد وكذلك موضوعاته ذاتية ومأساوية، هذه السمات لا تروق الكثيرين لهذا فرغم الولع بهذا الشكل المسرحى إلا أنه لا يزال بعيد عن الأذهان .إلى جانب معارضه بعض المسرحيين لها مثل بيتر بروك حيث إذ يرى «أن المونودراما تفقد المسرح الكثير من ألقه ووهجه الخاص، لأنها تعتمد الممثل الواحد الذي ينبني عليه العرض بأكمله، فلا تفاعل بين ممثل أول وممثل ثان ضمن ثنائية الأخذ والرد، التي تؤسس لفعل درامي حقيقي على الخشبة». ويصطلح عليها بالوحدانية.
الإشكالية الثانية هي أشكالية التلقى فمع شيوع هذا النوع من الفن وتملكه لمساحة من الاهتمام من قبل المسرحيين والمسئولين عن المسرح حول العالم، إلا أنه يواجه إشكالية حقيقية، وهي إشكالية التلقي، فالجمهور هو الحكم الأول لأي عرض مسرحي، وهو الذي يقرر نجاحه من فشله من خلال استجابته وتلقيه لهذا العرض، لذا تلقى المونودراما نفوراً من جمهور المسرح، وتبدو أكثر نخبوية، يتابعها الخاصة، إلا ما ندر من تجارب مونودرامية تمسكت بالجماهيرية بتناولها لقضايا تهم الجمهور ولكنها لا تتنازل عن القيمة.
فيمكن أن يكون بالنسبة للجمهور موضوع ليس ذي أهمية، أو نص لا يحمل مقومات الجمال، نص لا يحمل سحر نص المونودراما وفرادته، ونص ذي حوار سردي مترهل لا حيوية فيه.

## المونودراما في العالم
المونودراما هي شكل مسرحي منتشر في شتي أرجاء العالم، وكذلك له العديد من المهرجانات الفنية التي تحتفي به منها: مهرجان الفجيرة الدولي للمونودراما، الذي استمر خمس دورات وتبدأ دورته الخامسة في 20 - 28 يناير 2012
وعربيا يذكر ان الممثل المصري محي اسماعيل هو من أسس أول مسرح تجريبي مونودراما بمصر منذ ٥٢ عاما وتحديدا في حقبة حقبة السبعينات بالاشتراك مع المخرج احمد عبد الحليم وعبد المنعم سليم بمسرحية البيانو للكاتب المجري فرنيك كانيتي وكان وقتها يبلغ من العمر ١٨ عاما وكان بهذا المسرح  نجوم فترة السبعينات مثل محمود ياسين وفردوس عبد الحميد وغيرهم من نجوم المسرح المصري.
*في عام 1992، قام الفنان الفلسطيني أسامة مصري، بتأسيس أول مهرجان للمونودراما في مدينة حيفا، وقد أطلق عليه أسم «مسرحيد» وهو مزج لكلمتين «مسرح» و«وحيد»، ومنذ ذلك اليوم أخذ الكثير من المسرحيين يطلقون هذه الكلمة على المونودراما.. ومهرجان مسرحيد أقيم لمدة سنتين في حيفا، وبعد توقف لمدة 8 سنوات، عاد للظهور مرّة أخرى في مدينة عكا عام 2001، وقد استمر منذ ذلك الحين إلى يومنا هذا، وقد سجل هذا العام رقم 16 في عكا، ويتولى رئاسته الفنية الفنان أسامة مصري، الذي قدم فيما مضى العديد من المسرحيديات وما زال.